# Diplotaxis fimbriata
Diplotaxis fimbriata är en skalbaggsart som beskrevs av Henry Clinton Fall 1909. Diplotaxis fimbriata ingår i släktet Diplotaxis och familjen Melolonthidae. Inga underarter finns listade i Catalogue of Life.